# 151 f.Kr.

## Händelser

### Efter plats

#### Karthago
- Den karthagiska skulden till Rom är nu helt återbetald, vilket betyder att avtalet med Rom, som upprättades i slutet av det andra puniska kriget, enligt Karthago inte längre gäller. Romarna håller dock inte med om denna tolkning, utan ser i stället avtalet som ett permanent bevis på Karthagos underkastelse till Rom.
- Numidien inleder ytterligare en gränsräd mot karthagisk mark och belägrar en stad. Som svar på detta inleder Karthago en stor militärexpedition (25.000 soldater) för att slå tillbaka den numidiska invasionsstyrkan.

#### Romerska republiken
- Efter Polybius krav lyckas Scipio Aemilianus få stöd av den romerske statsmannen Cato den äldre (vars son har gift sig med Scipios syster Aemilia) för förslaget att släppa (och till Grekland återlämna) de 300 achaiska fångar, som fortfarande hålls utan rättegång, efter att ha blivit deporterade till Rom 167 f.Kr.
- Romerska styrkor hjälper den blomstrande grekiska hamnstaden Massilia att slå tillbaka anfall av kelter från Gallia Cisalpina.
- Romerska styrkor, under praetorn Servius Sulpicius Galbas och prokonsuln Lucius Licinius Lucullus befäl, anländer till Hispania Ulterior och inleder företaget att kuva lokalbefolkningen. Keltiberiernas i Numantia uppror hejdas.

#### Indien
- Agnimitra efterträder sin far Pusyamitra Sunga som kejsare av Sungadynastin.

## Avlidna
- Pusyamitra Sunga, indisk kejsare och grundare av den indiska Sungadynastin, som har härskat sedan 185 f.Kr.